# Håvard Holmefjord Lorentzen
Håvard Holmefjord Lorentzen (ur. 2 października 1992 w Bergen) – norweski łyżwiarz szybki, trzykrotny medalista igrzysk olimpijskich, wielokrotny medalista mistrzostw świata, a także zdobywca Pucharu Świata.
W wieku 21 lat uczestniczył w Zimowych Igrzyskach Olimpijskich 2014 w Soczi. Brał wówczas udział w czterech konkurencjach łyżwiarstwa szybkiego: biegu na 500 metrów (32. miejsce), biegu na 1000 m, (11. miejsce), biegu na 1500 m (16. miejsce) oraz biegu drużynowym (5. miejsce; wraz z Håvardem Bøkko oraz Sverrem Lundem Pedersenem). W 2018 roku, podczas igrzysk w Pjongczangu wywalczył złoto na 500 m.
W 2017 roku wywalczył srebrny medal podczas sprinterskich mistrzostw świata w Calgary. Rozdzielił tam na podium dwóch reprezentantów Holandii: Kaia Verbija i Kjelda Nuisa.
Triumfator klasyfikacji generalnej Pucharu Świata w sezonie 2017/2018.

## Rekordy życiowe
| Dystans  | Czas     | Data              | Miejsce        |
| -------- | -------- | ----------------- | -------------- |
| 500 m    | 34,41    | 9 grudnia 2017    | Salt Lake City |
| 1000 m   | 1:06,98  | 2 grudnia 2017    | Calgary        |
| 1500 m   | 1:44,45  | 15 listopada 2013 | Salt Lake City |
| 3000 m   | 3:49,83  | 2 listopada 2013  | Salt Lake City |
| 5000 m   | 6:39,99  | 7 listopada 2010  | Hamar          |
| 10 000 m | 14:40,65 | 24 lutego 2013    | Hamar          |
| Źródło:  |          |                   |                |